# درصاف الحمداني
درصاف الحمداني مطربة تونسية، ولدت بتونس في 6 يونيو 1975، باحثة في علوم الموسيقى ومطربة غنت التراث التونسي والفن العربي الأصيل في مناسبات عديدة في تونس و خارجها (مصر، إسبانيا، فرنسا، اليونان، هولندا، كندا، لبنان وغيرها).

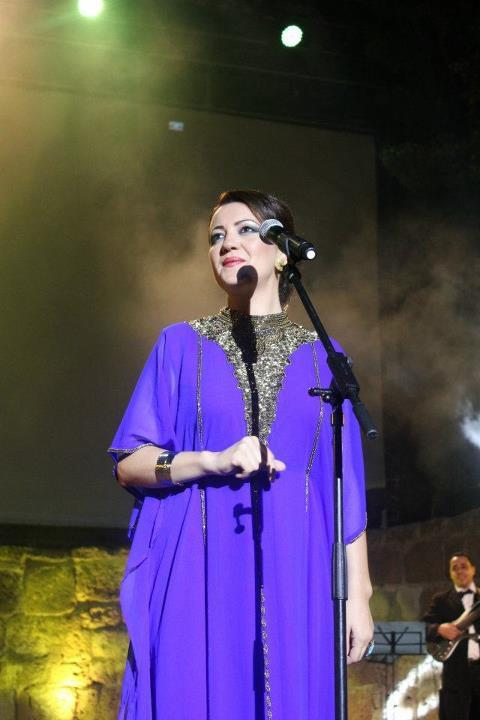
درصاف الحمداني

## نشأتها
منذ سن مبكر، اكتشف درصاف حبها للموسيقى وموهبتهاو امتلاكها لصوت قوي، لكونها طفلة ذكية قامت درصاف بتمرين نفسها بجدية لتطوير موهبتها من أجل اتخاذ كل الفرص للنجاح بفضل جدته تمكنت درصاف من تحقيق الأفضل في الغناءالشعبي، وبمساعده والدها وهو مغرم جدا بالموسيقي وعازف الكمان وهو يقوم بارشادها وتشجيعها علي تقديم الأفضل وتمكنت درصاف من جذب انتباه اعظم المؤلفين الموسيقيين التونسيين في حين لا يزال عمرها صغير جداوبعد تخرجها من الأكاديمية الموسيقية في تونس بدات دورة الأكاديمية في شهرة المعهد العالي للعلم الموسيقى من تونس.
الشهادات العلمية:

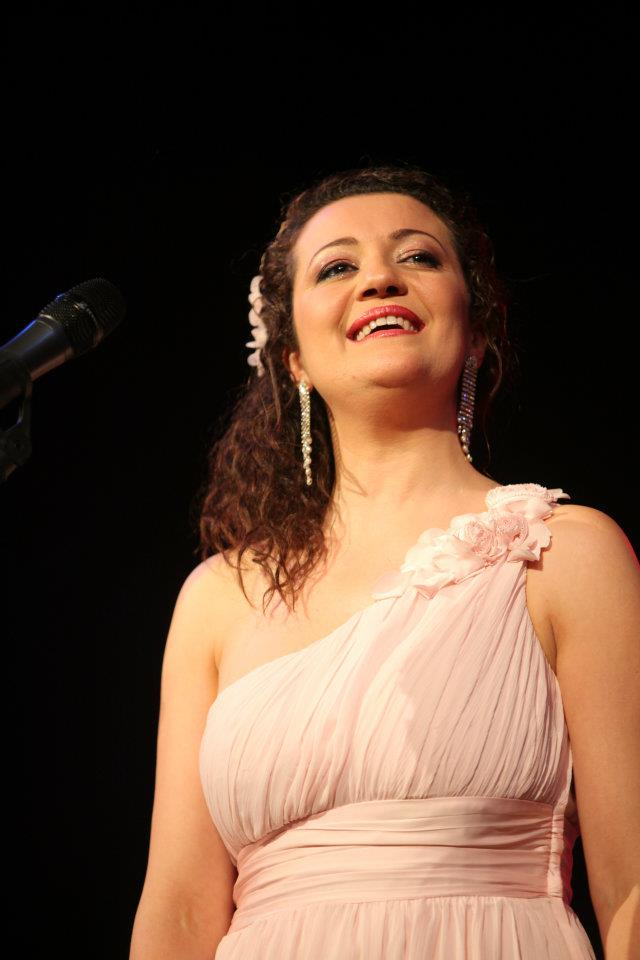
درصاف الحمداني3

- بكالوريا اختصاص آداب عربية - تونس 1994.
- شهادة الأستاذية في العلوم الموسيقية - تونس 1998.
- ماجستير علوم موسيقية (أو شهادة الدراسات المعمّقة) – السوربون- باريس 2000.

أهم المشاركات الفنيّة:
- فرقة المعهد الرشيدي 94/98.

مهرجانات تونسية ودولية.
- مؤتمر الموسيقى العربية الرابع- دار الأوبرا- القاهرة 1995

مع فرقة دار الأوبرا بقيادة المايسترو صلاح غُباشي.
- مهرجان الموسيقى الأندلسية - غرناطة واشبيلية 1996

مع فرقة المعهد العالي للموسيقى.
- مهرجان الموسيقى السيمفونية- الجمّ - تونس 1996

مع فرقة المتوسط للموسيقى السيمفونية.
- مهرجان قرطاج الدولي - تونس

مع محمد زين العابدين وفرقة موسيقيي العالم- 1997.
- عرض حكاية طويلة لمراد الصقلي- مع الفنان زياد غرسة 1999.
- افتتاح بعرض غموق الورد لمراد الصقلي- مع الفنان زياد غرسة 2003.

افتتاح بعرض أربعون – تكريم الفنان التونسي الراحل خميس الترنان 2004.
اختتام مع الفنان لطفي بوشناق لأجل لبنان 2006.
- مشاركات أُوروبية عديدة بعرض صالون الموسيقى للمنتج الفرنسي ماتيو هاجان 2000/2001.
- مشاركات أُوروبية عديدة بعرض أمان أمان للمنتج الفرنسي ماتيو هاجان 2001/2002.
- مهرجان المدينة - تونس.

زخارف عربية لمحمد القرفي 2002/2003.
- معهد العالم العربي - باريس 2004.

عرض كلثوميات مع فرقة إيلي الأشقر للموسيقى العربية.
- مهرجان موازين – المغرب 2005.

مهرجان المدينة – تونس .
- عرض يا مولانا لإلياس بكار 2006.

عرض ألوان/ مهرجان الحمامات الدولي تونس أغسطس 2009.
نوفمبر 2009 مهرجان الموسيقى العربية أوبرا القاهرة والإسكندرية.
ليلة طرب أوبرا دمشق نوفمبر 2009 .

## الجوائز:
- الاسطوانة الذهبية لمهرجان الأغنية التونسية - تونس1996.
- الجائزة الثالثة s لمهرجان الموسيقى العربية - الأردن 1995.

## روابط خارجية
- الموقع الرسمي
- درصاف الحمداني على موقع ميوزك برينز (الإنجليزية)
- درصاف الحمداني على موقع ديسكوغز (الإنجليزية)

- وسائط من كومنز
- اقتباسات من ويكي الاقتباس